# Střelice u Brna
Střelice (deutsch Strelitz, früher Strzellitz) ist eine Gemeinde in Tschechien. Sie liegt neun Kilometer südwestlich des Stadtzentrums von Brno und gehört zum Okres Brno-venkov.

## Geographie
Střelice befindet sich in der Bobravská vrchovina linksseitig über dem Tal der Bobrava in der Quellmulde des Baches Střelický potok. Das Dorf ist ein Eisenbahnknotenpunkt, an dem die Nebenstrecke Střelice–Okříšky von der Hauptbahn Hrušovany nad Jevišovkou–Brno abzweigt. Im Ort befinden sich die Bahnstationen Střelice und Střelice dolní. Nördlich verläuft die Autobahn D 1, die nächste Abfahrt 190 Brno-západ liegt vier Kilometer nordöstlich. Nordwestlich erheben sich die Haneka (350 m) und der Šibeník (428 m). Střelice liegt am Rande des Naturparkes Bobrava.
Nachbarorte sind Popůvky und Troubsko im Norden, Ostopovice im Nordosten, Moravany im Osten, Nebovidy im Südosten, Ořechovičky, Ořechov, Tikovice und Radostice im Süden, U Nádraží im Westen sowie Omice im Nordwesten.

## Geschichte
Die erste schriftliche Erwähnung von Strzielcz erfolgte 1375 in der Gründungsurkunde der Kartause Königsfeld bei Brünn durch Markgraf Johann Heinrich und Elisabeth von Öttingen. Der Orden erhielt dabei aus dem landesherrlichen Besitz das Dorf Strzielcz mit den Hayholcz, das Dorf Černovice, den Weinberg in Obřany, die Vorstadt Trnitá und die Mühle in Doryn. Zum Ende des 14. Jahrhunderts bestand in Strzielcz eine Plebanie, die erstmals mit der Einsetzung des Geistlichen Peter im Jahre 1393 nachweisbar ist. 1539 wurde in einem Grenzvertrag zwischen dem Prior Peter und dem Besitzer der Herrschaft Troubsko, Matthias Munk von Eibenschütz, zwischen Střelice und Ostopovice eine neue Grenzfestlegung getroffen, bei der die Kartause vier Felder von Střelice zur Anlegung eines Teiches verkaufte. Am 12. Jänner 1782 wurde die Kartause auf dem Königsfeld im Zuge der Josephinischen Reformen aufgehoben und deren Besitz dem Religionsfonds unterstellt. Nachfolgend begann der Ausverkauf des Klosterbesitzes und den Hof Střelice erhielt Leopold Köffiller von Seckenberg. 1807 ersteigerte der Střelicer Halbhüfner Matouš Holešovský den Hof als emphyteutischen Besitz für 25.000 Gulden. Holešovský tätigte den außergewöhnlichen Kauf, für den er alleine nicht vermögend genug gewesen wäre, im Auftrag einer Gemeinschaft von elf Halbhüfner, zehn Viertelhüfnern, fünf Familianten, neun Kötnern und dem Pfarrer, Schaffner, Schmied und dem Schankwirt aus Střelice. Danach teilte er den Hof unter den 39 Teilhabern auf.
Nach der Aufhebung der Patrimonialherrschaften bildete Střelice ab 1850 eine Gemeinde in der Bezirkshauptmannschaft Brünn.
1856 nahm die k.k. priv. Brünn-Rossitzer Eisenbahn die Bahnstrecke Brünn–Strelitz–Rossitz–Segen Gottes in Betrieb. Im Jahre 1870 wurde der Verkehr auf dem Abschnitt Grusbach-Strelitz der Bahnstrecke Wien–Brünn aufgenommen. Am Verknüpfungspunkt der Strecken westlich des Dorfes wurde der Bahnhof Strelitz auf freiem Feld eröffnet, dort entstand später die Bahnhofsiedlung (U Nádraží). 1921 wurde die Gemeinde dem Okres Brno-venkov zugeordnet. Zwischen 1948 und 1960 gehörte Střelice zum Okres Brno-okolí. Nach dessen Aufhebung kam Střelice zum Okres Brno-venkov zurück.

## Gemeindegliederung
Für die Gemeinde Střelice sind keine Ortsteile ausgewiesen. Zu Střelice gehört die Ansiedlung U Nádraží.

## Partnergemeinden
- Assago, Italien
- Nozay, Frankreich

## Ehrenbürger
- 1992: Jan Smutný (* 1918), Pfarrer in Pleasanton, Nebraska
- 2001: Vladimír Svitáček (1921–2002), Schauspieler und Regisseur

## Sehenswürdigkeiten
- Kirche der hl. Dreifaltigkeit, errichtet 1766
- Statuengruppe hl. Dreifaltigkeit
- Statue des hl. Johannes von Nepomuk
- Betsäule
- Naturpark Bobrava, westlich und südlich des Ortes
- Naturdenkmal Střelická bažinka, westlich von Střelice im Tal der Bobrava an der Eisenbahnbrücke, seit 1980 geschützt
- Naturdenkmal Střelický les, südlich des Dorfes im Tal der Bobrava
- Wassermühle Podskalní Mlýn, östlich von Střelice am Troubský potok
- steinerne Eisenbahnbrücke Železňák über die Bobrava, südwestlich an der Bahnstrecke Hrušovany nad Jevišovkou–Brno.
- Střelické lochy (Strelitzer Löcher), die Erdställe sind nicht zugänglich

## Söhne und Töchter der Gemeinde
- Vladimír Svitáček (1921–2002), Schauspieler und Regisseur